# Fridlevus I.
Fridlevus I. (dänisch Fridleif) war ein legendärer König von Dänemark.
Er wurde nur bei Saxo Grammaticus in der Gesta Danorum erwähnt.
Fridlevus war Nachfolger von Dan. Er kämpfte mit dem Fürsten Huyrvillus von "Hollandia" gegen die Norweger. Später musste er sich Angriffen von Huyrvillus gegen Seeland erwehren. Er eroberte Dublin,  verlor dort aber einen Großteil seiner Krieger.
Nachfolger wurde sein Sohn Frotho III.

## Quelle
- Hilda Ellis Davidson, Peter Fischer: Saxo Grammaticus: Die Geschichte der Dänen: Bücher I-IX., Edmundsbury Verlag 1999. ISBN 0-85991-502-6, Buch 4, Kap.10